# Corrimony Cairn

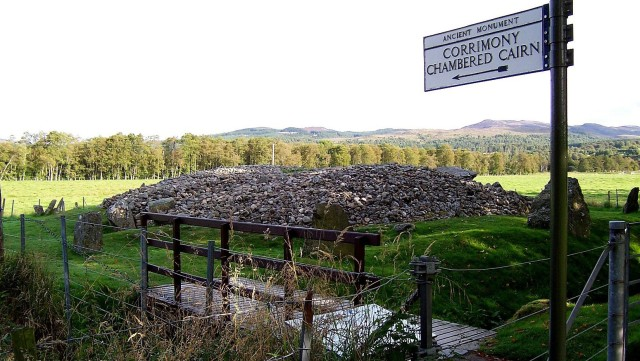
Corrimony Cairn mit einigen Menhiren

Corrimony Cairn, im Glen Urquhart (oder Glenurquhart) in den schottischen Highlands ist ein gut erhaltenes Exemplar eines Clava Cairns. Clava Cairns sind eine lokal begrenzt vorkommende Form endneolithischer Megalithanlagen. Zwölf der etwa 50 bekannten, artifiziellen Rundhügel liegen in der traditionellen Grafschaft Inverness-shire, die heute Teil der Council Area Highland ist.
Die Anlage ist als Scheduled Monument geschützt.

## Beschreibung
Der Clava Cairn von Corrimony liegt auf flachem Gelände in einem Tal bei Cannich einige Kilometer westlich des Loch Ness in einem Kreis aus elf (von vermutlich einst zwölf) in situ befindlichen, weit gestellten Menhiren. Corrimony wurde nach demselben Plan wie die Anlagen vom Balnuaran von Clava gebaut, hat aber die Randsteine seines Steinhügels eingebüßt. Die etwas unrunde Kammer hat etwa 3,5 m Durchmesser. Der im vorderen (äußeren) Teil etwas eingezogene Gang ist teilweise noch gedeckt. Trotz der Ausräumung im 19. Jahrhundert fanden sich 1953 unter dem Boden der Kammer Spuren einer Hockerbestattung.  

Corrimony Cairn
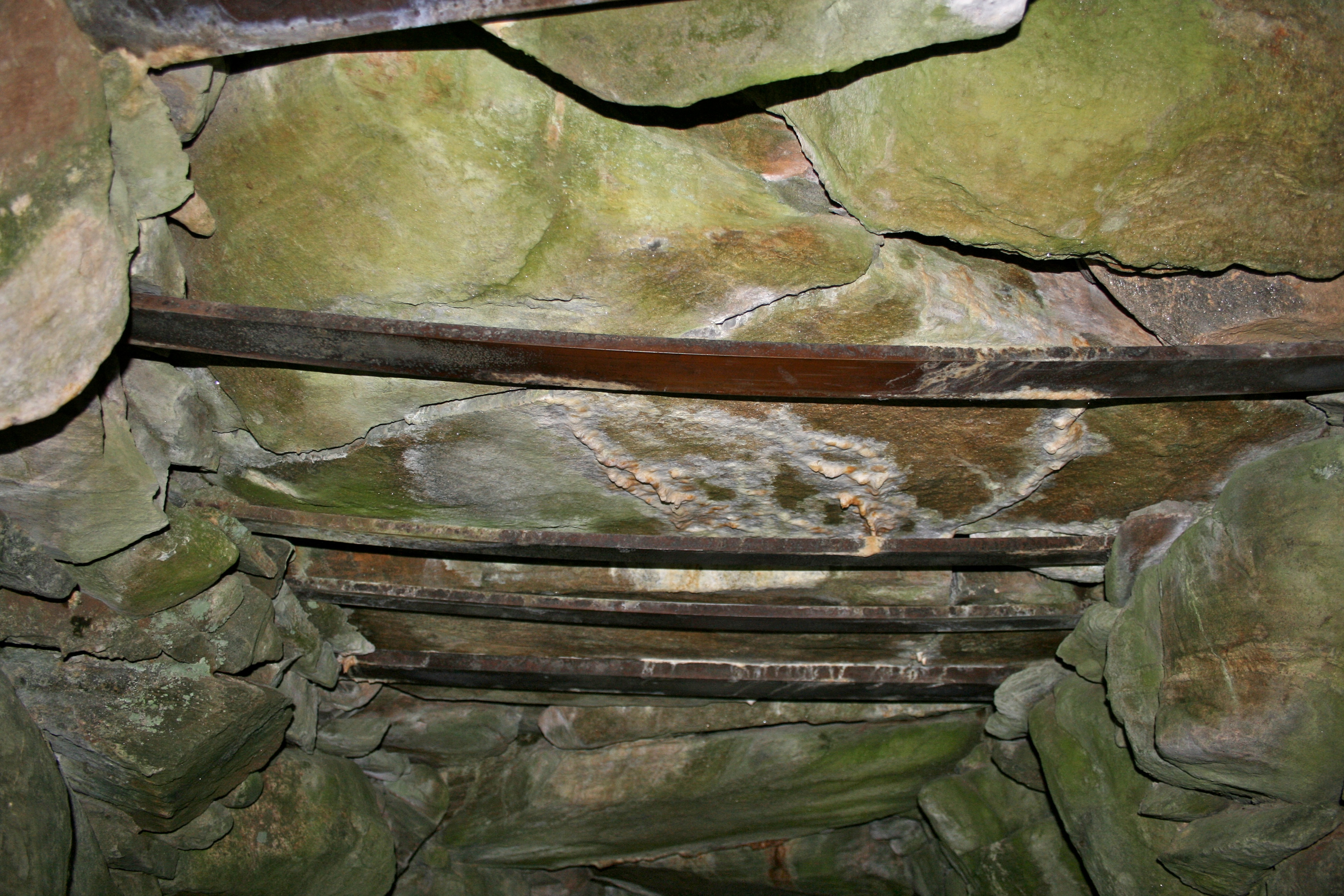
Decke im Gang
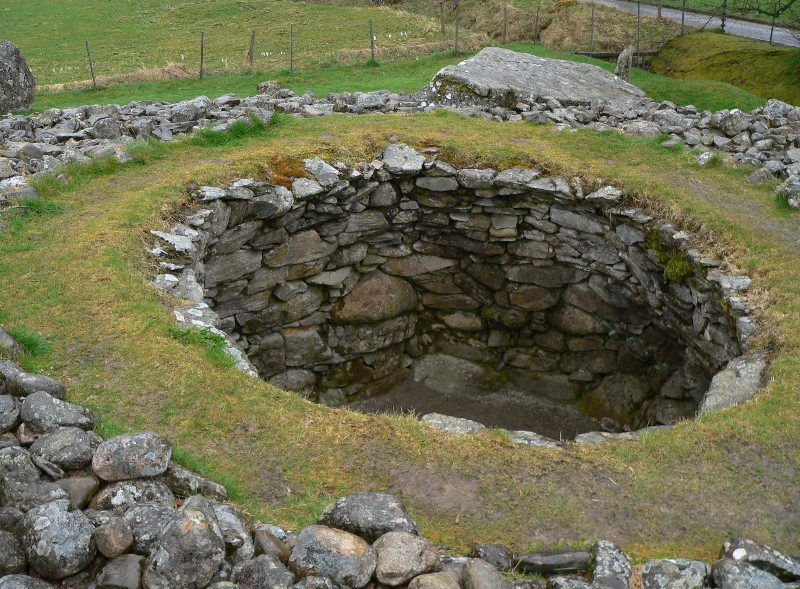
Die Kammer
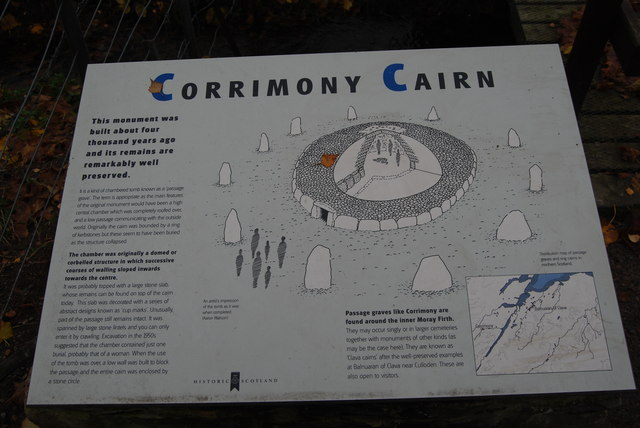
Infotafel
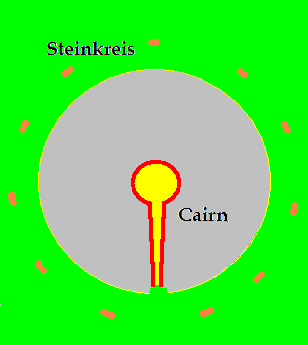
Schema Clava Cairn
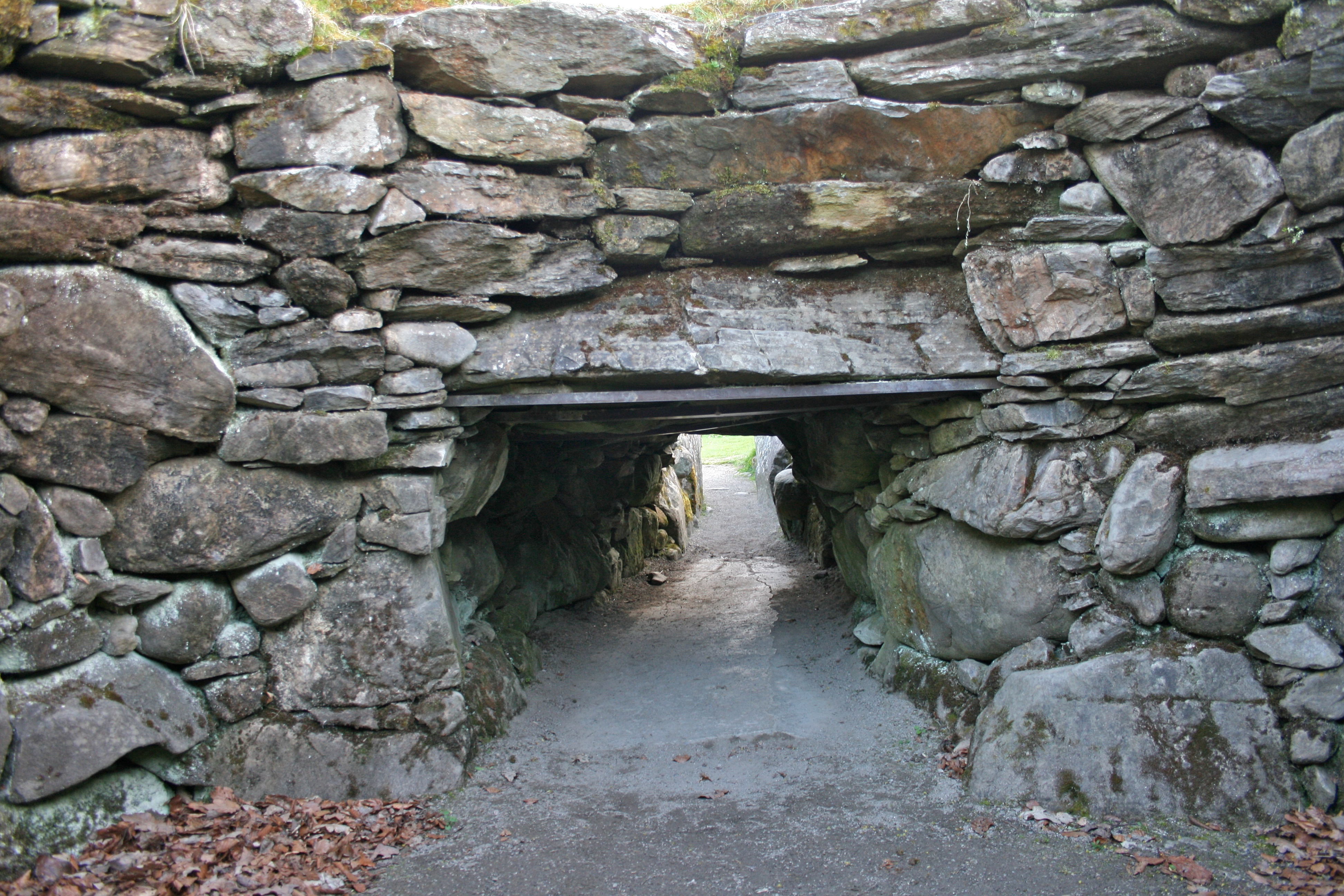
Blick aus der Kammer in den Gang
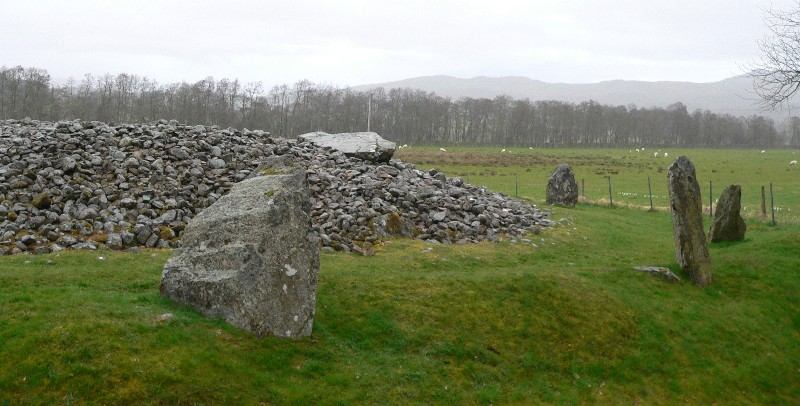
Außenbereich
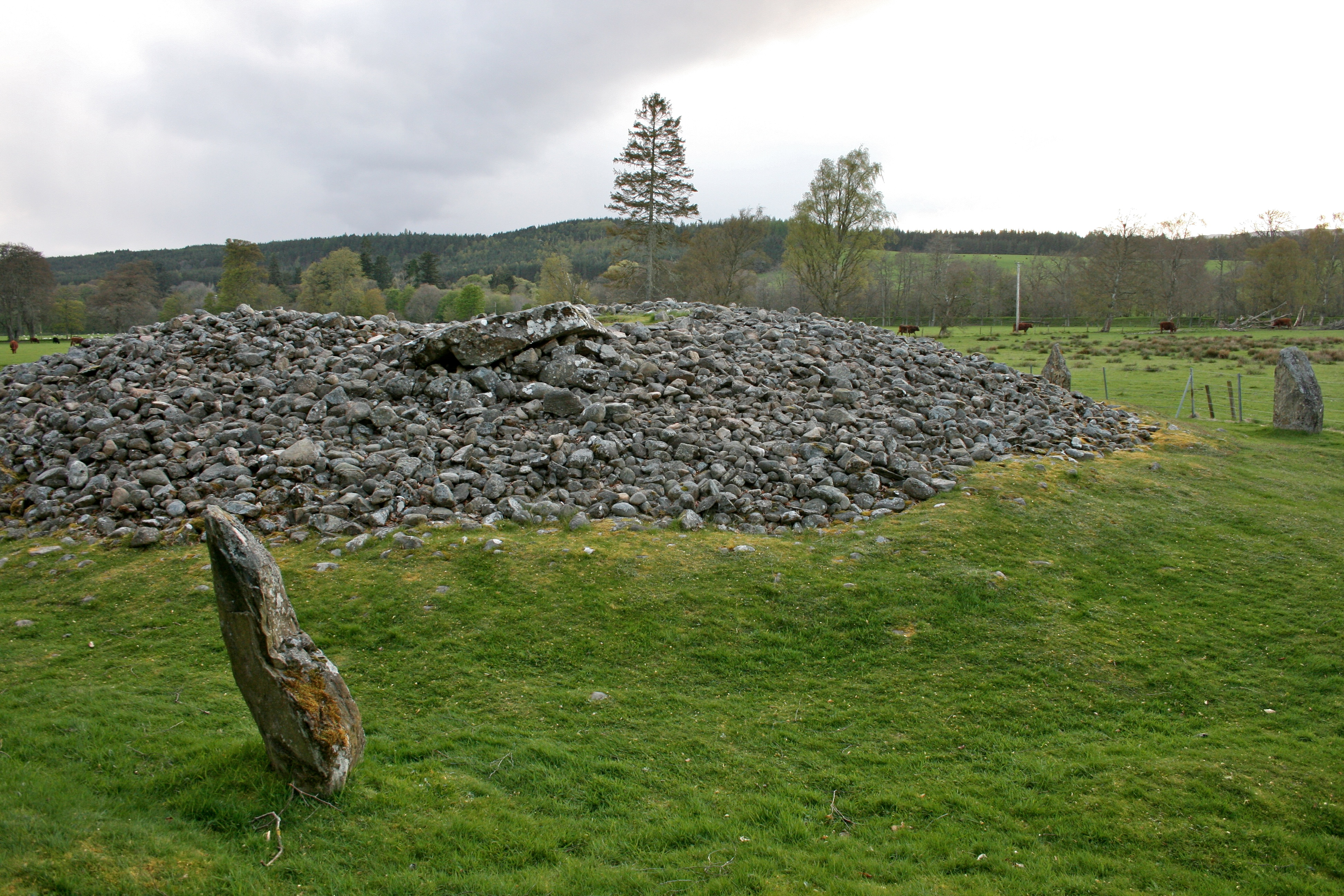
Außenbereich

Auf dem Hügel findet sich auch eine große Platte, die der ehemalige Sturz oder die Abschlussplatte des Kraggewölbes gewesen sein kann. Sie ist mit etwa 20 Cup-and-Ring-Markierungen versehen.